# Пържена филийка
Френски тост (на френски: pain perdu, познат на български като пържени филийки или джиджи-папа в Североизточна България, на английски като яйчен хляб, или цигански хляб) е популярна закуска в Северна Америка, Европа, както и популярен коледен десерт в Португалия и Бразилия.
Типичният френски тост е направен от хляб (или козунак) и разбити яйца. Често към яйчената смес се добавят мляко и захар, а в България - кисело мляко. Тази вкусна и питателна закуска може да бъде гарнирана със захар, масло, плодове, различни видове сироп, мед, конфитюр и др.

## Наименование
- Австрия: pavese
- Англия: eggy bread или gypsy toast
- Белгия: verloren brood, wentelteefjes, gewonnen brood, gebakken boterhammen
- Босна и Херцеговина: prženice („пърженици“)
- Бразилия: rabanada или fatia parida
- България: пържени филийки
- Гватемала: tostadas a la francesa
- Германия: Armer Ritter[1]
- Гърция: αβγόφετα (avgófeta, „яйчена филия“)
- Естония: piilud („патенца“)
- Израел: на иврит: פרנץ׳ טוסט
- Индия: Bombay toast
- Испания: torrija
- Канада (във франкофонските райони): pain doré
- Каталуния: torrades o croquetes de Santa Teresa
- Ливан: pain perdu
- Македония: пржено лепче
- Мексико: pan francés, torreja (в Северно Мексико)
- Нидерландия: wentelteefjes
- Пакистан: meetha thoasth
- Португалия: rabanadas or fatias douradas
- Румъния: frigănele
- Русия: гренки
- САЩ: French toast, German toast, Spanish toast, nun's toast, egg toast, or French fried pudding[2]
- Словакия: chlieb vo vajíčku („хляб с яйца“)
- Сърбия: prženice („пърженици“)
- Турция: yumurtalı ekmek /юмурталъ екмек - яйчен хляб/ а също и cicipapa /джиджипапа/
- Унгария: bundás kenyér
- Филипини: cheesy french toast, сервират се с шоколадов сироп
- Финландия köyhät ritarit
- Франция: pain perdu
- Хърватия: pohani kruh
- Швейцария: Fotzelschnitten
- Швеция: fattiga riddare
- Шотландия: gangsta bread (в Глазгоу), French toast, gypsy toast, eggy bread